# Волосевич Євген Вікторович
Євге́н Ві́кторович Волосе́вич (нар. 25 червня 1986 — 12 серпня 2014) — солдат Збройних сил України, учасник російсько-української війни.

## Життєвий шлях
Народився 1986 року в селі Кропивня (Коростишівський район, Житомирська область). Закінчив Кропивнянську ЗОШ. Працював в цеху по обробці граніту (одне з підприємств Коростишівського району).
У часі війни мобілізований навесні 2014-го — військовослужбовець 30-ї ОМБр, водій. З літа 2014 року брав участь у боях на сході України — зокрема під Савур-Могилою. Проходив службу в першій бригадно-тактичній групі, у складі підрозділу потрапив у оточення під Степанівкою. Вночі проти 13 серпня командування ухвалило рішення виходити з оточення, у колоні було три машини з 13 військовиками, Євген вів першу.
Останній раз виходив на зв'язок 12 серпня о 23:00. Колона техніки рухалася із села Велика Шишівка (Шахтарський район) до Малої Шишівки (Амвросіївський район). Автомобіль «Фольксваген», у якому їхав військовик з ще трьома вояками, потрапив під обстріл російських «Градів». Три військовики зазнали поранень, трьох полонили, двоє вважалися зниклими безвісти — свідчив майор Рой Олег Борисович.
Перебував в списку зниклих безвісти. Ідентифікований серед загиблих. Похованний у селі Кропивня 18 лютого 2016 року.
Без Євгена лишились батьки, брат, дружина, маленька донька, яка народилася за кілька тижнів після зникнення Євгена.

## Нагороди та вшанування
За особисту мужність і героїзм, виявлені у захисті державного суверенітету та територіальної цілісності України, вірність військовій присязі під час російсько-української війни, відзначений — нагороджений
- орденом «За мужність» III ступеня (25.4.2016, посмертно)
- 1 вересня 2016 року у Кропивнянській ЗОШ відкрито та освячено меморіальну дошку Євгену Волосевичу.
- Вшановується на щоденному ранковому церемоніалі вшанування українських захисників, які загинули цього дня у різні роки внаслідок російської збройної агресії[1].
- Його портрет розміщено на меморіалі «Стіна пам'яті полеглих за Україну» в Києві: секція 2, ряд 3, місце 37.
- на його честь названо вулицю в Кропивні.[2]